# João Tordo
Pour les articles homonymes, voir Tordo.
João Tordo, né à Lisbonne le 28 août 1975, est un écrivain portugais.

## Biographie
Il étudie la philosophie, le journalisme  et l'écriture créative à Londres et à New York. 
Il obtient le Prix José Saramago 2009 avec le roman "As Três Vidas".

## Œuvres publiées en portugais

### Romans
- O Livro dos Homens Sem Luz (Temas e Debates), Novembre 2004
- Hotel Memória (Quidnovi), Février 2007
- As Três Vidas (Quidnovi), Septembre de 2008, Prix José Saramago 2009
- O Bom Inverno (Dom Quixote), Septembre 2010
- Anatomia dos Mártires (Dom Quixote), Novembre 2011
- O Ano Sabático (Dom Quixote), Fevrier 2013
- Biografia involuntária dos amantes, Alfaguara, Avril 2014

### Anthologies
- Contos de Vampiros, Porto Editora, 2009
- Dez História Para Ser Feliz, Dom Quixote, 2009
- Um Natal Assim, Quidnovi, 2008
- Contos de Terror do Homem Peixe, Chimpanzé Intelectual, 2007
- O Homem Que Desenhava na Cabeça dos Outros, Oficina do Livro, 2006

## Œuvres traduites en français
- Le Domaine du temps [« As três vidas »], traduit du portugais par Dominique Nédellec, Actes Sud, 2010
- Le Bon Hiver [« O bom inverno »], traduit du portugais par Dominique Nédellec, Actes Sud, 2012
- Lisbonne Mélodies [« O Ano Sabático »], traduit du portugais par Dominique Nédellec, Actes Sud, 2015